# Ctenopus
Ctenopus là một chi bọ cánh cứng trong họ Meloidae.
Chi này được miêu tả khoa học năm 1824 bởi Fischer von Waldheim.

## Các loài
Các loài trong chi này gồm:
- Ctenopus abdominalis Motschulsky, 1845
- Ctenopus aurantiacus Semenov, 1893
- Ctenopus carinifer Semenov, 1896
- Ctenopus eous Semenov, 1900
- Ctenopus hauseri Reitter, 1894
- Ctenopus jacobsoni Reichardt, 1934
- Ctenopus lama Escherich, 1904
- Ctenopus melanogaster Fischer von Waldheim, 1823
- Ctenopus nudus Escherich, 1897
- Ctenopus oxianus Semenov, 1894
- Ctenopus persicus Semenov, 1893
- Ctenopus pygmaeus Semenov, 1903
- Ctenopus reitteri Semenov, 1893
- Ctenopus roseni Escherich, 1897
- Ctenopus rufoscutellatus Reitter, 1889
- Ctenopus semenovi Reitter, 1895
- Ctenopus sinuatipennis (Fairmaire, 1892)
- Ctenopus sogdianus Semenov, 1900
- Ctenopus vitticollis Reitter, 1889